# Кольник, Артур
Артур Кольник (1890—1972) — французский художник.

## Биография
Родился 4 мая 1890 года в городе Станиславов Австро-Венгерской империи, ныне Ивано-Франковск, Украина, в еврейской семье. Отец, родившийся в Литве, работал бухгалтером в банке; мать, родом из Вены, держала магазин платьев.
Артур некоторое время посещал польскую начальную школу, затем учился в гимназии, где увлекся рисованием. В 1908 году поступил в Краковскую академию художеств, учился в Ю. Мехоффера и Я. Малешевского. За свои ученические работы был награждён серебряной медалью. После окончания академии некоторое время провёл во Вроцлаве и Львове, после чего вернулся в Станиславов.
Участвовал в Первой мировой войне в Австрийской армии. Будучи офицером, был зачислен в один из пехотных полков. Уже в августе 1914 года участвовал в Галицийской битве, был ранен и находился на лечении в венском госпитале. После выздоровления был признан негодным к строевой службе и приписан к штабной структуре в Вене. Здесь познакомился с еврейско-австрийским художником И. Кауфманом, ставшим его покровителем и по его протекции посещал Венскую академию изящных искусств как вольнослушатель — занимался в мастерской Г. Эйхборна. Писал свои работы в стиле импрессионизма и постимпрессионизма до конца 1920-х годов. Был дружен с Т. Маковским и М. Кислингом, а также Г. Климтом и Э. Шиле.
В 1919 году Кольник поселился в Черновцах, в этом же году женился. Весной 1920 года находился с выставкой в США. Домой вернулся в 1922 году, совершив путешествие через Европу — Францию, Италию, Грецию и Турцию. До конца 1920-х годов писал и занимался иллюстрированием книг. Спасаясь от преследований местных антисемитов, в 1931 году вместе с женой и двумя детьми уехал в Париж. Здесь, чтобы прокормить семью, работал на разных простых работах — ретушером в фотоателье, карикатуристом в газетах, рисовал для журналов мод. В вынужденную эмиграцию он пережил духовный кризис и живописью занимался мало. Но при этом выставлялся — в 1935 году посетил в Буэнос-Айресе, а в 1937 году — в Лондоне.
С началом немецкой оккупации Франции, осенью 1940 года, все члены семьи Кольника были арестованы режимом Виши и отправлены в лагерь для интернированных иностранных граждан Ресебеда в департаменте Верхняя Гаронна. В Париж они вернулись в августе 1944 года. В 1948 году художник принял французское гражданство, и в этом же году был избран членом Ассоциации еврейских художников и скульпторов Франции. В 1952 году вновь, спустя много лет, побывал в Нью-Йорке, а в 1962 году впервые — в Израиле. В 1967 в Париже вышла книга об Артуре Кольнике, написанная критиком и биографом художника М. Готье.
Умер в 1972 году в Париже. В 1982 году работы художника демонстрировались в Музее иудаики в Чикаго.

## Труды
Работы художника представлены в Черновицком художественном музее, Народном музее во Вроцлаве (Польша), Еврейском музее в Нью-Йорке, Музее еврейского искусства в Париже, Музее современного искусства в Тель-Авиве, а также в других музеях и частных коллекциях.